# Obrimini
Die Obrimini sind die artenreichste Tribus der in Südostasien beheimateten Gespenstschrecken Familie der Heteropterygidae.

## Merkmale
Die Obrimini unterscheiden sich von ihrer Schwestertribus den Hoplocloniini durch den Aufbau des sekundären Legestachels am Abdomenende der Weibchen, welcher den eigentlichen Ovipositor umgibt. Er wird bei den Obrimini dorsal aus dem als Supraanalplatte oder Epiproct bezeichneten elften Tergum gebildet, während er bei den Hoplocloniini aus dem zehnten Tergum entstanden ist. Während viele Gattungen wie Brasidas, Sungaya oder Trachyaretaon, besonders im weiblichen Geschlecht sehr farbvariabel sind, zeigen andere wie Aretaon oder Mearnsiana kaum Variationen in der Färbung.

## Verbreitungsgebiet

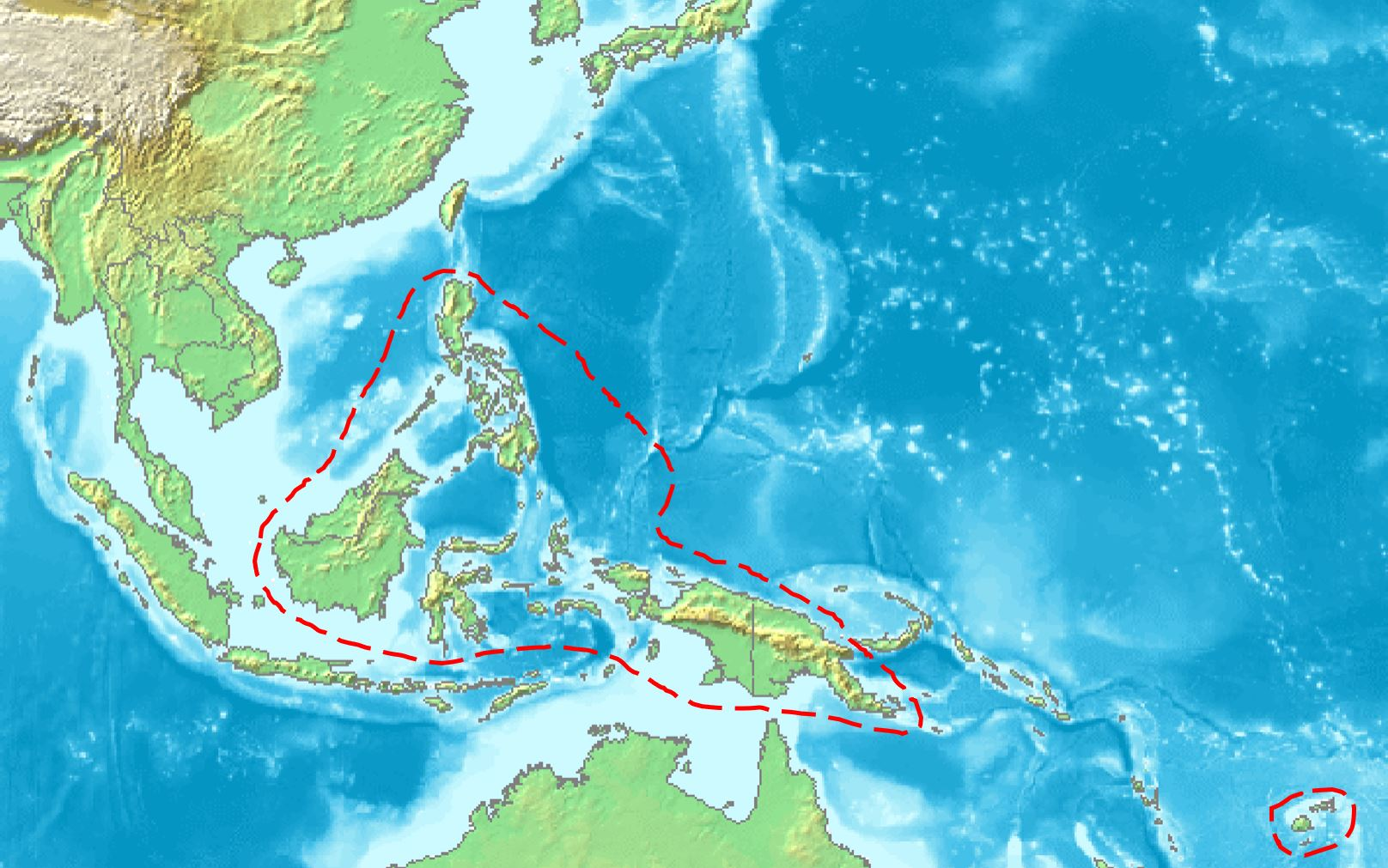
Verbreitungsgebiet der Obrimini nach Bank et al. (2021)

Das Verbreitungsgebiet der Obrimini erstreckt sich von Borneo aus nach Osten und schließt die Philippinen, Sulawesi, die meisten Molukkeninseln und Neuguinea ein. Am weitesten östlich liegt mit Viti Levu, der Hauptinsel der Fidschi-Gruppe das Verbreitungsgebiet von Pterobrimus depressus.

## Systematik

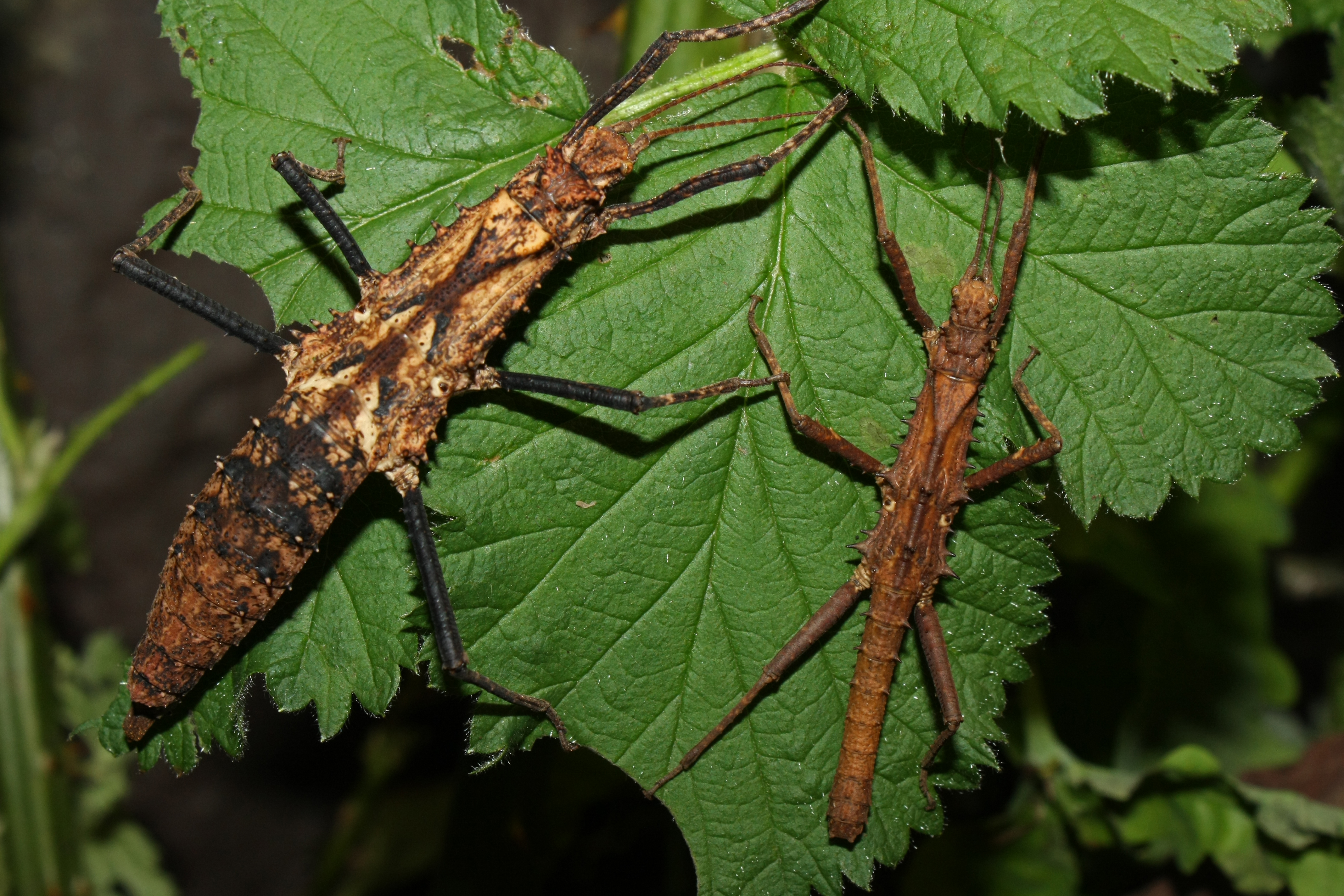
Tisamenus lachesis, Pärchen

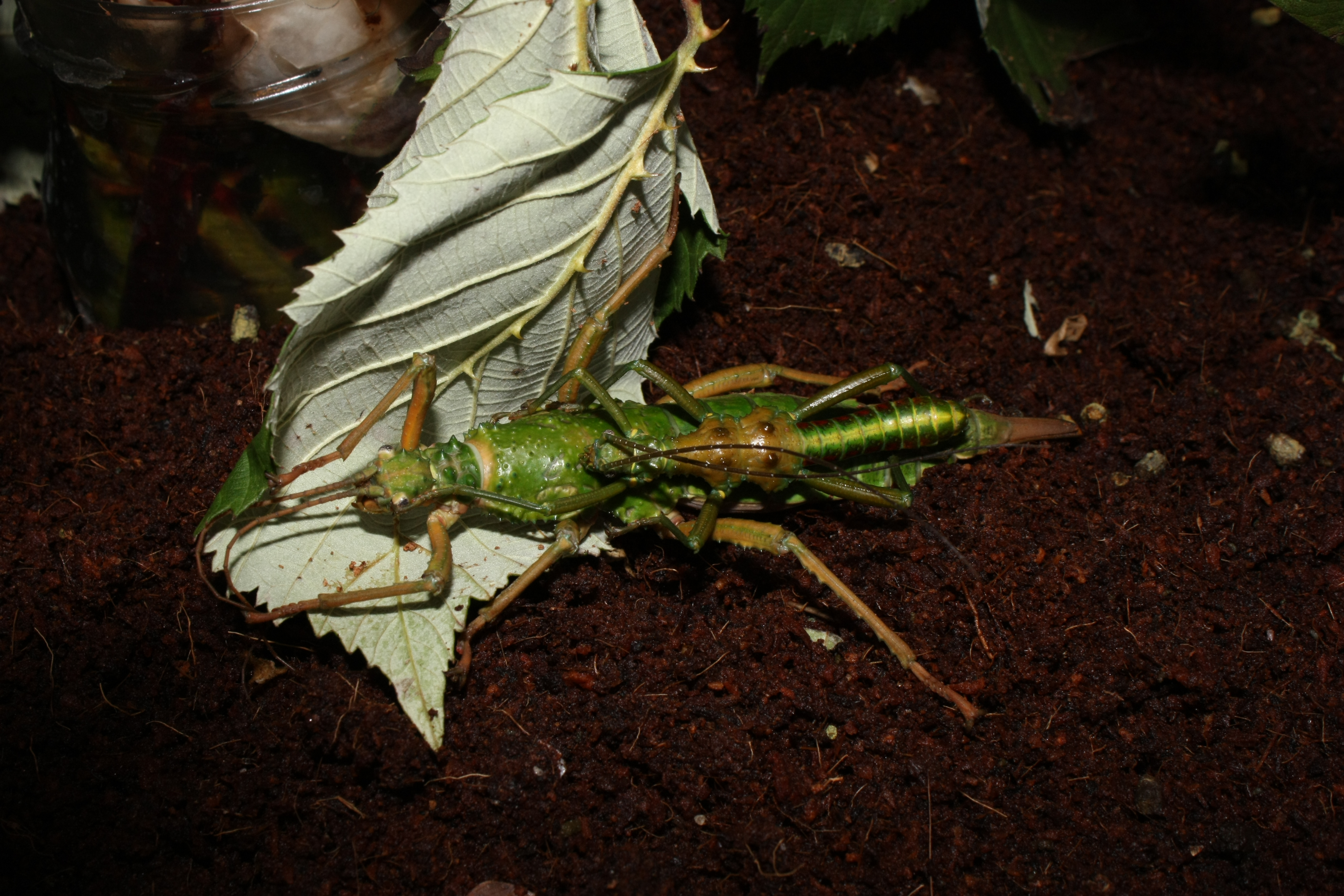
Mearnsiana bullosa, Pärchen

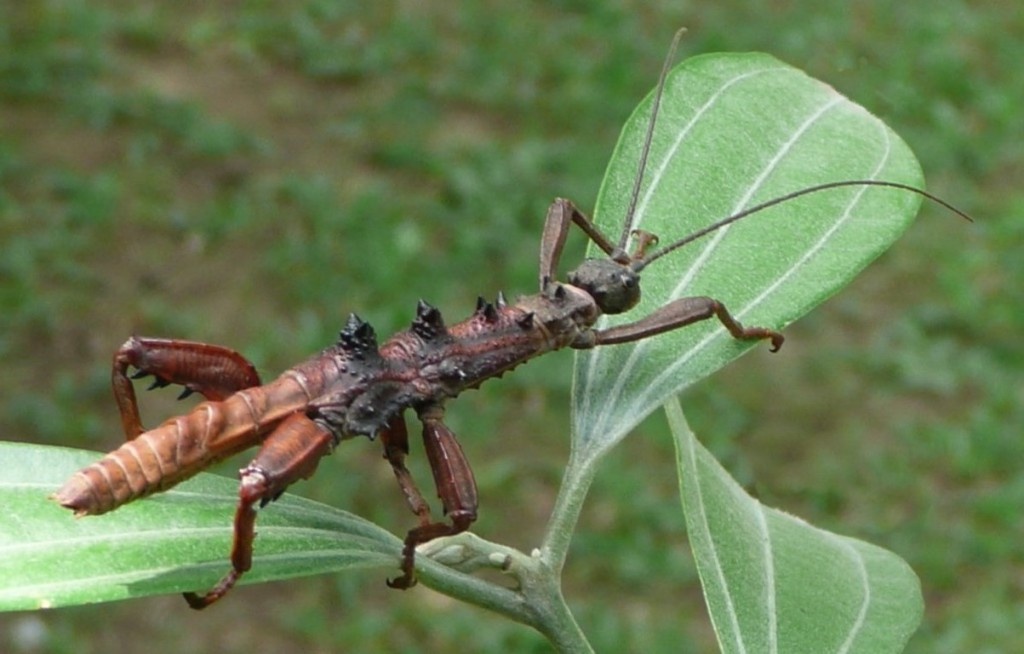
Theramenes mandirigma, Männchen

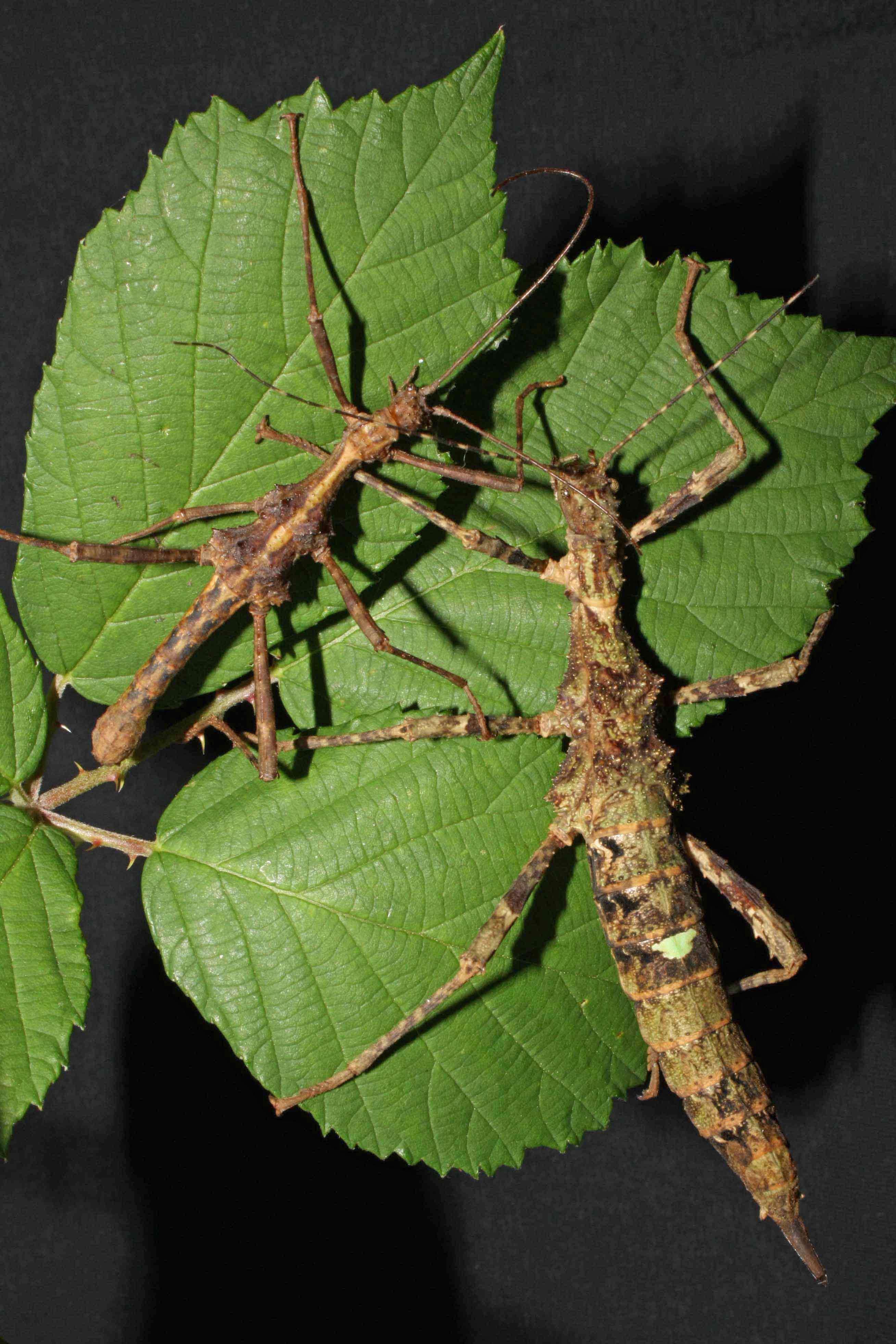
Pärchen von Trachyaretaon negrosanon

Karl Brunner von Wattenwyl errichtete 1893 für die bereits beschriebenen Gattungen Obrimus, Hoploclonia, Tisamenus, Pylaemenes, Dares und Datames (heute Synonym zu Pylaemenes) die Tribus Obrimini (dort als Obrimi. abgekürzt). Er stellte diese gemeinsam mit der Gattung Heteropteryx und den Cladomorphini (dort als Cladomorphi. abgekürzt) in die Familie Cladomorphidae (heute Synonym zu Cladomorphinae). In den folgenden Jahren wurden dieser Arbeit folgend meist die Gattungen der heutigen Obriminae und Dataminae in dieser Tribus geführt, so durch Josef Redtenbacher 1906. Lawrence Bruner erhob 1915 die Obrimini in den Rang einer Familie. James Abram Garfield Rehn und sein Sohn John William Holman Rehn teilten 1939 die von ihnen nur noch als Unterfamilie angesprochenen Obriminae in die Triben Obrimini und Datamini auf. Beide Triben wurden 1953 von Klaus Günther in die Unterfamilie Heteropteryginae überführt. Oliver Zompro erhob 2004 diese Unterfamilie in den Rang einer Familie und die enthaltenen Triben in den Rang von Unterfamilien bzw. in den Rang einer eigenen Familie (Anisacanthidae). Außerdem errichtete er in der Unterfamilie Obriminae drei Triben. Neben den Obrimini waren dies die Miroceramiini und die Eubulidini. Letztere wurde 2016 von Frank H. Hennemann et al. mit den Obrimini synonymisiert. Gleichzeitig wurde innerhalb der Obriminae die neue Tribus Tisamenini errichtet. In ihrer auf Genanalysen basierenden, 2021 veröffentlichten Arbeit synonymisierten Sarah Bank et al. die von Zompro aufgestellte Tribus Miroceramiini als auch die 2016 von Hennemann et al. aufgestellte Tribus Tisamenini mit den Obrimini und stellten neben dieser die Hoplocloniini als einzige andere Tribus in die Unterfamilie Obriminae. Eine bis dato als Trachyaretaon sp. 'Negros' angesprochene Art wurde als Vertreter einer noch unbeschriebene Gattung identifiziert. Sie wurde 2023 neben vielen anderen Arten der Tribus von Hennemann als Trachyaretaon negrosanon beschrieben.

Die Tribus ist hier inklusive der ihr heute zugeordneten, gültigen Arten dargestellt:
Obrimini Brunner von Wattenwyl, 1893
(Syn. = Eubulidini Zompro, 2004)
(Syn. = Miroceramiini Zompro, 2004)
(Syn. = Tisamenini Hennemann, Conle, Brock & Seow-Choen, 2016)
- Aretaon Rehn & Rehn, 1939
  - Aretaon asperrimus (Redtenbacher, 1906)
  - Aretaon muscosus (Redtenbacher, 1906)
- Armadolides Hennemann, 2023
  - Armadolides manobo (Acola, Naredo & Eusebio, 2022)
- Brasidas Rehn & Rehn, 1939
(Syn. = Euobrimus Rehn & Rehn, 1939)
  - Brasidas bakeri (Rehn & Rehn, 1939)
  - Brasidas cavernosus (Stål, 1877)
  - Brasidas foveolatus (Redtenbacher, 1906)
  - Brasidas lacerta (Redtenbacher, 1906)
  - Brasidas malaki Hennemann, 2023
  - Brasidas manobo Hennemann, 2023
  - Brasidas rehni Hennemann, 2023
  - Brasidas samarensis Rehn & Rehn, 1939
  - Brasidas viscayanus Rehn & Rehn, 1939
  - Brasidas waray Hennemann, 2023
- Eubulides Stål, 1877
  - Eubulides alutaceus Stål, 1877
  - Eubulides blaan Hennemann, 2023
  - Eubulides constanti Hennemann, 2023
  - Eubulides igorrote Rehn & Rehn, 1939
  - Eubulides lumawigi Hennemann, 2023
  - Eubulides taylori Rehn & Rehn, 1939
  - Eubulides timog Hennemann, 2023
- Heterocopus Redtenbacher, 1906
  - Heterocopus leprosus Redtenbacher, 1906
- Mearnsiana Rehn & Rehn, 1939
(Syn. = Hennobrimus Conle, 2006)
  - Mearnsiana bullosa Rehn & Rehn, 1939
  - Mearnsiana maranao Hennemann, 2023
- Miroceramia Günther, 1934
  - Miroceramia westwoodii (Bates, 1865)
- Obrimus Stål, 1875
  - Obrimus bicolanus Rehn & Rehn, 1939
  - Obrimus bufo (Westwood, 1848)
  - Obrimus mesoplatus (Westwood, 1848)
  - Obrimus quadratipes Bolívar, 1890
  - Obrimus uichancoi Rehn & Rehn, 1939
- Pterobrimus Redtenbacher, 1906
  - Pterobrimus depressus Redtenbacher, 1906
- Stenobrimus Redtenbacher, 1906
  - Stenobrimus bolivari Redtenbacher, 1906
  - Stenobrimus lumad Lit & Eusebio, 2010
  - Stenobrimus pilipinus Eusebio, Lit & Lucañas, 2023
  - Stenobrimus tagalog Rehn & Rehn, 1939
- Sungaya Zompro, 1996
  - Sungaya aeta Hennemann, 2023
  - Sungaya dumagat Hennemann, 2023
  - Sungaya ibaloi Hennemann, 2023
  - Sungaya inexpectata Zompro, 1996
- Theramenes Stål, 1875
  - Theramenes dromedarius Stål, 1877
  - Theramenes exiguus Hennemann & Conle, 2003
  - Theramenes letiranti Hennemann, 2023
  - Theramenes mandirigma Zompro & Eusebio, 2001
  - Theramenes olivaceus (Westwood, 1859)
- Tisamenus Stål, 1875
(Syn. = Ilocano Rehn & Rehn, 1939)
  - Tisamenus alviolanus Lit & Eusebio, 2010
  - Tisamenus armadillo Redtenbacher, 1906
  - Tisamenus asper Bolívar, 1890
  - Tisamenus cervicornis Bolívar, 1890
  - Tisamenus charestae Hennemann & Le Tirant, 2025
  - Tisamenus clotho (Rehn & Rehn, 1939)
  - Tisamenus deplanatus (Westwood, 1848)
  - Tisamenus draconinus (Westwood, 1848)
  - Tisamenus hebardi (Rehn & Rehn, 1939)
  - Tisamenus hystrix (Rehn & Rehn, 1939)
  - Tisamenus heitzmanni Hennemann, 2025
  - Tisamenus irenoliti Hennemann, 2025
  - Tisamenus kalahani Lit & Eusebio, 2005
  - Tisamenus lachesis (Rehn & Rehn, 1939)
  - Tisamenus makinis Hennemann, 2025
  - Tisamenus malawak Hennemann, 2025
  - Tisamenus napalaki Hennemann, 2025
  - Tisamenus polillo (Rehn & Rehn, 1939)
  - Tisamenus ranarius (Westwood, 1859)
  - Tisamenus serratorius Stål, 1875
  - Tisamenus spadix (Rehn & Rehn, 1939)
  - Tisamenus summaleonilae Lit & Eusebio, 2005
  - Tisamenus tagalog (Rehn & Rehn, 1939)
  - Tisamenus trapezoides Hennemann, 2025
- Trachyaretaon Rehn & Rehn, 1939
  - Trachyaretaon bresseeli Hennemann, 2023
  - Trachyaretaon carmelae Lit & Eusebio, 2005
  - Trachyaretaon echinatus (Stål, 1877)
  - Trachyaretaon gatla Zompro, 2004
  - Trachyaretaon maliit Hennemann, 2023
  - Trachyaretaon mangyan Hennemann, 2023
  - Trachyaretaon nakatago Hennemann, 2023
  - Trachyaretaon negrosanon Hennemann, 2023
  - Trachyaretaon tumandok Hennemann, 2023